# Bogumiła Raulin
Bogumiła Raulin, Miłka Raulin (ur. 3 maja 1983 w Gdyni) – polska himalaistka. Miłośniczka wspinaczki wysokogórskiej i szybownictwa (III klasa pilota szybowcowego), autorka projektu Siła Marzeń. W 2018 r. została najmłodszą Polką, która zdobyła Koronę Ziemi (35 lat i 19 dni w dniu zdobycia szczytu Mt. Everest, 22 maja 2018) w wersji dziewięcioszczytowej.

## Życiorys
Jest absolwentką Technikum Budowy Okrętów Conradinum w Gdańsku. Z wykształcenia i zawodu mgr inż. trakcji elektrycznej. Ukończyła Politechnikę Warszawską na Wydziale Elektrycznym – Kierunek Elektrotechnika. W 2010 r. ukończyła studia podyplomowe na Politechnice Warszawskiej – Nowoczesny, ekologiczny i energooszczędny transport zelektryfikowany. W sierpniu 2019 ukończyła letni kurs taternicki w Szkole Wspinania Kilimanjaro.
W 2004 r. uczestniczyła w zwycięskiej wyprawie do Peru, relacjonowanej w programie telewizyjnym TVP2 „Zdobywcy 2004”, gdy zdobyła wulkan Misti (5597 m n.p.m.). Jest również zdobywczynią sześciotysięcznych szczytów himalajskich w Indiach (Stock Kangri 6153 m n.p.m.) i Nepalu (Island Peak 6198 m n.p.m.), najwyższego wulkanu w Ameryce Środkowej (Pico de Orizaba, 5636 m n.p.m.), a także szczytów Moldoveanu (2544 m n.p.m.) oraz Aragac 4090 m n.p.m. 27 sierpnia 2019 wspinając się od strony włoskiej granią Lion zdobyła Matterhorn (4478 m n.p.m.) w czasie 3h i 10 min. Swoje wyprawy organizowała samodzielnie (wyjątek stanowiły wyprawy na Mt. Everest, Mt. Vinson oraz Piramidę Carstensza).
W 2018 roku zorganizowała I rajd rowerowy Południe – Północ pod patronatem Ministerstwa Sportu i Turystyki, którego celem była rowerowa lekcja historii w 100. rocznicę odzyskania przez Polskę Niepodległości. W 2019 roku trasa II rajdu prowadziła przez Rysy do Gwiazdy Północy.
Od 2018 r. jest ambasadorką marki odzieży sportowej Elbrus, natomiast od marca 2019 roku również Fundacji DKMS.
Jest autorką książek Siła Marzeń, czyli jak zdobyłam Koronę Ziemi (2018) oraz Siła Marzeń, czyli jak zdobyłam Everest (2020, Wydawnictwo Bezdroża).
W 2018 r. została laureatką nagrody Herbapol Esencja Natury w kategorii Natura i Sport, finalistką konkursu Cosmopolitan Mocne Strony Kobiety oraz finalistką przeglądu RedBull Polscy bohaterowie 2018 roku. W 2019 zdobyła Nagrodę Magellana za „przełamywanie stereotypów oraz odwagę i wytrwałość w realizowaniu marzeń”.
W styczniu 2019 roku wyprodukowała film Dziewiąty, ukazujący ostatni etap projektu Korona Ziemi jakim była wspinaczka na Mount Everest (zdjęcia i montaż Jakub Goździewicz). 7 maja 2019 założyła Fundację Wykrzyknik, działającą na rzecz rozwoju efektywnej komunikacji w organizacji, której celem jest przeciwdziałanie mobbingowi i dyskryminacji oraz promowanie pozytywnej formy komunikacji w miejscu pracy i szkole. Jest ponadto pomysłodawczynią i organizatorką festiwalu „Siła Marzeń, którego pierwsza edycja odbyła się 25-26 maja 2019 roku w DOK na Ursynowie.
Od 2006 r. jest wegetarianką.

## Korona Ziemi
W 2011 r., po zdobyciu najwyżej góry Afryki (Kilimandżaro), rozpoczęła projekt Siła Marzeń Korona Ziemi zdobywając kolejno:
- 2011: Afryka – Kilimandżaro[11] (5895 m n.p.m.)
- 2012: Europa – Elbrus[12] (5642 m n.p.m.)
- 2013: Ameryka Południowa – Aconcagua[13] (6961 m n.p.m.)
- 2014: Australia i Oceania – Piramida Carstensza[14] (4884 m n.p.m.)
- 2015: Ameryka Północna – Denali[15] (6195 m n.p.m.)
- 2015: Australia i Oceania – Góra Kościuszki[16] (2230 m n.p.m.)
- 2008, 2016: Europa – Mount Blanc[17] (4810 m n.p.m.)
- 2017: Antarktyda – Mount Vinson[18] (4892 m n.p.m.)
- 2018: Azja – Mount Everest[19] (8848 m n.p.m.)